# Karl Schneider (pacifiste)
Karl Schneider (né le 27 juin 1869 à Ettenheim, mort le 5 novembre 1940 au camp de concentration de Dachau) est un ophtalmologue, pacifiste et résistant allemand au nazisme.

## Biographie
Karl Schneider grandit dans une famille catholique libérale à Ettenheim. Il étudie la médecine et se spécialise en ophtalmologie. En 1898, il s'installe à Neunkirchen avec son propre cabinet. Au début du siècle, il s'intéresse à la social-démocratie naissante et lit des œuvres de Karl Marx, Friedrich Engels, August Bebel et Karl Kautsky. Après la Première Guerre mondiale, il commence à renforcer son engagement social-démocrate et est pendant la révolution allemande de 1918-1919 membre du conseil ouvrier de Neunkirchen, qui est dissous par les troupes françaises le 1er décembre 1918. Au Conseil, il est responsable des soins de santé et du bien-être. En 1919, Schneider est l'un des membres fondateurs du Parti social-démocrate indépendant d'Allemagne (USPD) à Neunkirchen. Lors des élections municipales du 11 juillet 1920, il est élu le premier candidat de l'USPD, tant dans le district d'Ottweiler que dans le conseil de district de Neunkirchen. Après l'union de certains groupes de l'USPD avec le Parti communiste d'Allemagne (KPD), il rompt avec le parti.
Karl Schneider s'implique pour le pacifisme dans la Ligue allemande des droits de l'homme et la Deutsche Friedensgesellschaft. Il écrit des articles critiques dans le Volksstimme et le Neunkircher Volkszeitung, qui s'opposent au militarisme. En 1934, avec Gustav Regler et Friedrich Brokmeier, il fonde un "Comité d'initiative pour la bataille de la paix". Cependant, les ambitions de Schneider restent une position extérieure au camp bourgeois de gauche dans la bataille électorale du territoire du bassin de la Sarre.
Après l'intégration la Sarre au Reich allemand en 1935, Schneider est menacé à plusieurs reprises et réduit sa pratique, en partie à cause de ses commentaires désobligeants à propos de Hitler. En 1934 à la formule finale Heil Hitler dans une correspondance avec la caisse des médecins de Leipzig il répond : « Bien que je ne sois pas neurologue et ne puisse donc pas "soigner" votre Hitler, je suis ophtalmologue et j'opère la cataracte. » Schneider reste néanmoins dans la Sarre. Le 15 avril 1940, il est arrêté par la Gestapo après avoir écrit une lettre lui demandant s'il est vrai que la Gestapo avait torturé des détenus. Il fait d'abord une Schutzhaft à la prison de Saint-Wendel, puis passe au camp de concentration d'Oranienbourg-Sachsenhausen, puis est transféré le 3 septembre 1940 dans le camp de concentration de Dachau. Le 5 novembre 1940, il y meurt dans des circonstances inexpliquées.